# Gerald Kerkletz

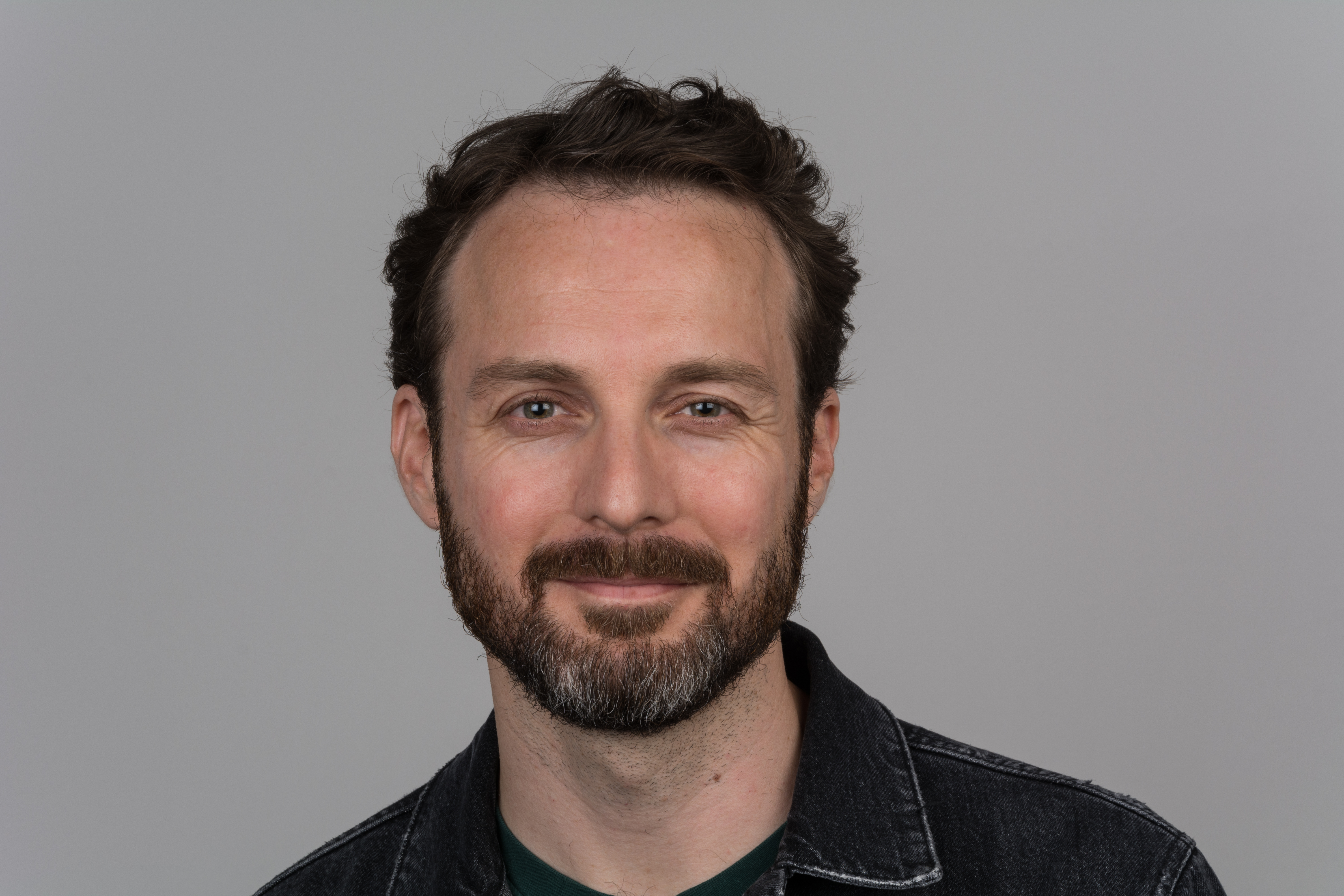
Gerald Kerkletz (2016)

Gerald Kerkletz (* 24. August 1975 in Graz) ist ein österreichischer Kameramann.

## Leben
Gerald Kerkletz lernte Grafikdesign an einer Höheren Technischen Lehranstalt für bildnerisches Gestalten. Während seiner Schulzeit drehte er erste Kurzfilme auf Super 8 und Video. Danach besuchte er die Filmakademie Wien, zunächst als außerordentlicher Hörer und ab 1997 regulär im Studienfach Bildtechnik und Kamera bei Walter Kindler und Christian Berger. Während seines Studiums war Kerkletz zunächst als Kameraassistent und Beleuchter tätig. Später arbeitete er als Oberbeleuchter, insbesondere für Filme der Kameraleute Thomas Benesch und Martin Gschlacht, die ebenfalls an der Filmakademie studierten. 2005 begann er als freier Kameramann mit Schwerpunkt Dokumentar- und Spielfilm tätig zu sein. Kerkletz schloss seine theoretische Diplomarbeit, in der er sich mit der Bildsprache Michael Manns beschäftigte, im Jahr 2007 ab. Sein Diplomfilm war Stillleben (2011) unter der Regie von Sebastian Meise, mit dem er sein Studium an der Filmakademie beendete. Für seine Tätigkeit als Kameramann wurde er mehrfach ausgezeichnet.
Kerkletz ist Mitglied der Akademie des Österreichischen Films.

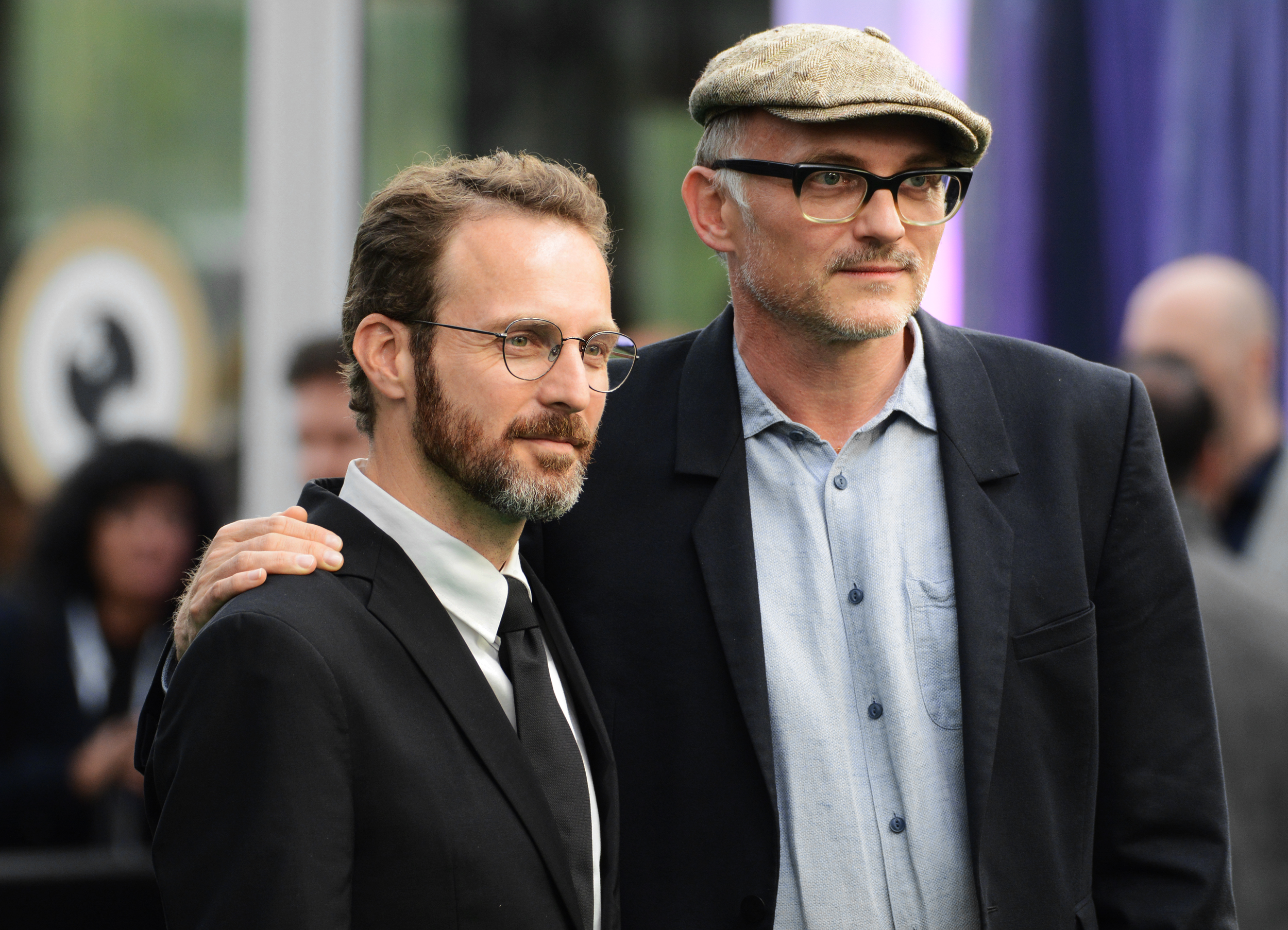
Kameramann Gerald Kerkletz (links) ist mit Regisseur Markus Schleinzer für „Angelo“ am 14. Zürich Film Festival 2018.

## Filmografie
Kameramann

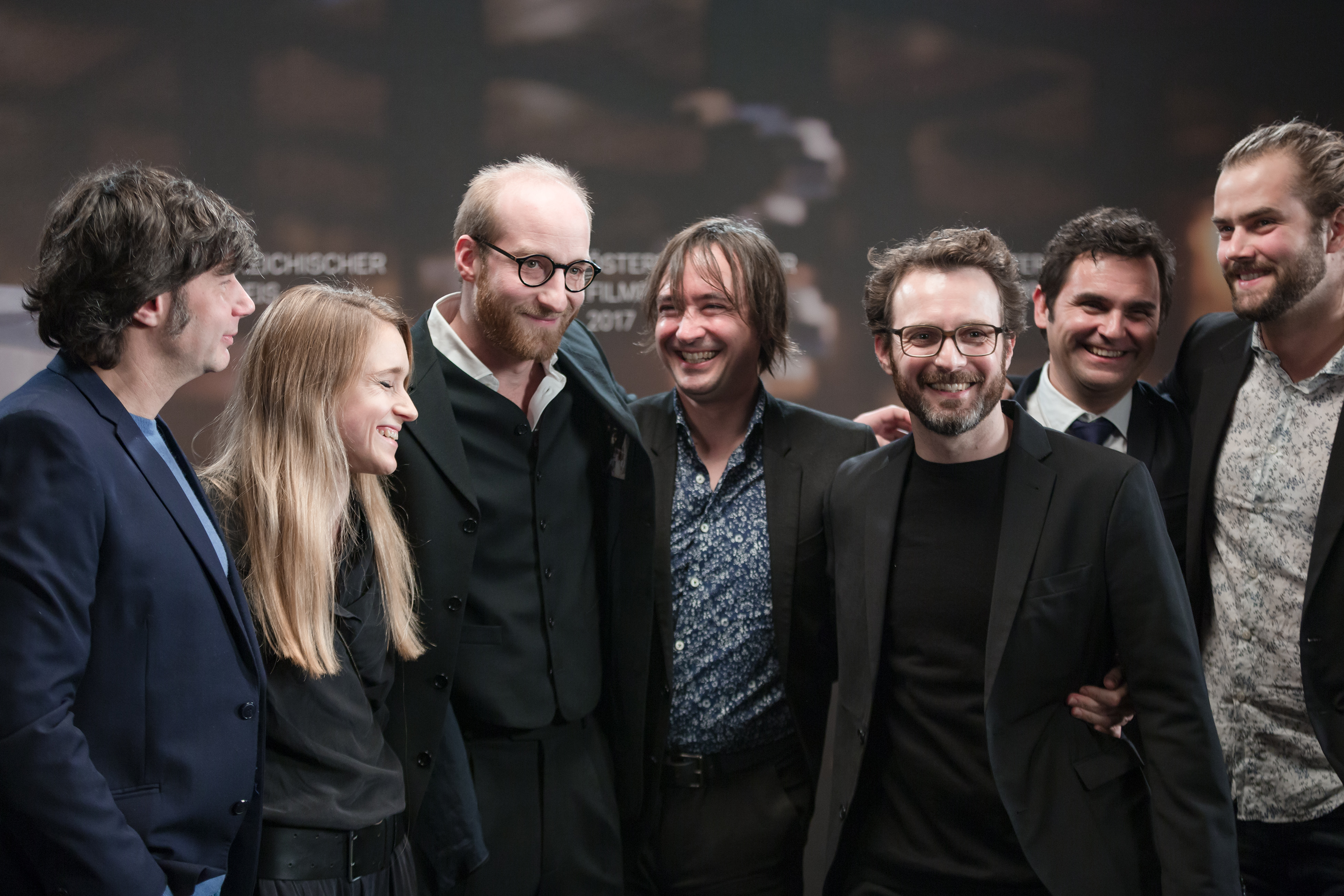
Kerkletz mit einem Teil des Filmteams von Kater (2017)

- 2002: Projektionen eines Filmvorführers in einem Pornokino
- 2003: Dreynschlag
- 2004: Felix Ende (auch Co-Executive Producer)
- 2004: Hotel (für zusätzliche Aufnahmen)
- 2005: Ainoa (für zusätzliche Aufnahmen; auch Oberbeleuchter)
- 2006: Dämonen
- 2007: Amo Beethoven
- 2007: Krankheit der Jugend
- 2008: Gangster Girls
- 2008: März
- 2009: Mata tigre
- 2009: tschuschen:power – Richtig verbunden
- 2010: Die Ott – Eine Langzeitbeobachtung
- 2011: Empire Me – Der Staat bin ich!
- 2011: Follow the Sun (Musikvideo)
- 2011: Michael
- 2012: Stillleben
- 2012: Tomorrow You Will Leave
- 2013: Roque Dalton, fusilemos la noche!
- 2013: Soldate Jeannette (auch Produzent)
- 2015: Ma Folie
- 2016: Kater (Tomcat)
- 2016: WiNWiN (auch Produzent)
- 2018: Angelo
- 2022: Zum Tod meiner Mutter
- 2024: Veni Vidi Vici

Oberbeleuchter
- 2001: Tirana, année zéro
- 2003: Kaltfront
- 2005: Crash Test Dummies
- 2005: Spiele Leben
- 2006: 8 × 45 – Das Tor zur Hölle

Beleuchter
- 1998: Kubanisch rauchen
- 1999: Inter-View
- 1999: Ratrace
- 2001: Lovely Rita
- 2001: Spiel im Morgengrauen
- 2006: Henry Dunant – Das Rot auf dem Kreuz
- 2008: Revanche

Zweiter Kameramann
- 2007: Immer nie am Meer
- 2008: Daniel Käfer – Die Schattenuhr
- 2009: Hotel

## Auszeichnungen
- Diagonale-Preis Bildgestaltung 2012 – Beste Bildgestaltung Spielfilm (für Stillleben und Michael)[1]
- Diagonale-Preis Bildgestaltung 2016 – Beste Bildgestaltung Spielfilm (für WiNWiN)[4]